# زنيبك عليمخاني
زنيبك عليمخاني (مواليد 1 أبريل 1993) هو ملاكم كازاخستاني، مثّل بلاده في الألعاب الأولمبية الصيفية 2016.

## روابط خارجية
زنيبك عليمخاني على موقع بوكس ريك (الإنجليزية) (registration required)
- زنيبك عليمخاني على موقع اللجنة الأولمبية الدولية (الإنجليزية)
- زنيبك عليمخاني على موقع أوليمبيديا (الإنجليزية)